# Sundarapandiam
Sundarapandiam là một thị xã panchayat của quận Virudhunagar thuộc bang Tamil Nadu, Ấn Độ.

## Nhân khẩu
Theo điều tra dân số năm 2001 của Ấn Độ, Sundarapandiam có dân số 8547 người. Phái nam chiếm 50% tổng số dân và phái nữ chiếm 50%. Sundarapandiam có tỷ lệ 60% biết đọc biết viết, cao hơn tỷ lệ trung bình toàn quốc là 59,5%: tỷ lệ cho phái nam là 71%, và tỷ lệ cho phái nữ là 49%. Tại Sundarapandiam, 8% dân số nhỏ hơn 6 tuổi.